# Podarwic
Podarwic is een Nederlandse volleybalvereniging opgericht op 1 oktober 1983 te Poederoijen. De vereniging tel ruim 150 leden, waarvan ruim 100 jeugdleden. De clubkleuren zijn blauw en wit. In de beginjaren werd getraind in dorpshuis Podarwic te Poederoijen, waar ook de verenigingsnaam aan is ontleend. Enkele jaren later is men overgestapt naar de Microsporthal te Brakel om daar de trainingen en wedstrijden te gaan spelen. 
De recreanten zetten hun trainingen en wedstrijden in Poederoijen voort. In 1997 ging de complete vereniging spelen en trainen in sporthal de Maayenbogerd te Aalst, alwaar men nu nog speelt.
Begin jaren '90 is Podarwic gefuseerd met volleybalvereniging Parnassia uit Aalst. Eerst werden de seniorenteams samengevoegd. Een paar jaar later werd de volledige fusie een feit, toen ook de jeugdteams samengevoegd werden.

## Teams
- Het eerste damesteam komt uit in de 1e klasse.
- Het eerste herenteam komt uit in de 1e klasse.